# Commonwealth Games 1998/Hockey
Die erste Auflage der Hockeyturniere (Feld) der Damen und Herren bei den Commonwealth Games fand während der Commonwealth Games 1998 im Nationalstadion Bukit Jalil in Kuala Lumpur, Malaysia statt.

## Herren
Das Turnier dauerte vom 9. bis zum 20. September.

### Teilnehmer
Pool A
- Australien
- Indien
- Neuseeland
- Südafrika
- Trinidad und Tobago
- Wales

Pool B
- Kanada
- England
- Kenia
- Malaysia
- Pakistan

### Vorrunde

#### Gruppe A
| Platz | Team                | Punkte | Sp | S | U | N | Tore | Gtore | Diff |
| ----- | ------------------- | ------ | -- | - | - | - | ---- | ----- | ---- |
| 1.    | Australien          | 12     | 5  | 4 | 0 | 1 | 20   | 5     | +15  |
| 2.    | Indien              | 12     | 5  | 4 | 0 | 1 | 21   | 10    | +11  |
| 3.    | Südafrika           | 10     | 5  | 3 | 1 | 1 | 25   | 11    | +14  |
| 4.    | Neuseeland          | 7      | 5  | 2 | 1 | 2 | 11   | 8     | +3   |
| 5.    | Wales               | 3      | 5  | 1 | 0 | 4 | 6    | 20    | −14  |
| 6.    | Trinidad und Tobago | 0      | 5  | 0 | 0 | 5 | 3    | 32    | −29  |

Alles Ortszeit (MEZ +7)
- 09.9., 20:35 Uhr:  Australien 5:2  Indien
- 10.9., 18:05 Uhr:  Wales 2:0  Trinidad und Tobago
- 10.9., 20:35 Uhr:  Neuseeland 3:3  Südafrika
- 12.9., 16:05 Uhr:  Südafrika 1:2  Indien
- 12.9., 19:35 Uhr:  Trinidad und Tobago 0:7  Australien
- 12.9., 20:35 Uhr:  Wales 0:4  Neuseeland
- 14.9., 16:05 Uhr:  Neuseeland 3:0  Trinidad und Tobago
- 14.9., 18:05 Uhr:  Australien 2:3  Südafrika
- 14.9., 20:35 Uhr:  Indien 6:3  Wales
- 15.9., 19:35 Uhr:  Neuseeland 0:2  Australien
- 16.9., 20:35 Uhr:  Trinidad und Tobago 0:8  Indien
- 16.9., 19:35 Uhr:  Wales 1:6  Südafrika
- 17.9., 18:05 Uhr:  Australien 4:0  Wales
- 17.9., 19:35 Uhr:  Indien 3:1  Neuseeland
- 17.9., 20:35 Uhr:  Südafrika 12:3  Trinidad und Tobago

#### Gruppe B
| Platz | Team     | Punkte | Sp | S | U | N | Tore | Gtore | Diff |
| ----- | -------- | ------ | -- | - | - | - | ---- | ----- | ---- |
| 1.    | Malaysia | 8      | 4  | 2 | 2 | 0 | 9    | 4     | +5   |
| 2.    | England  | 8      | 4  | 2 | 2 | 0 | 9    | 6     | +3   |
| 3.    | Kanada   | 5      | 4  | 1 | 2 | 1 | 11   | 6     | +5   |
| 4.    | Pakistan | 5      | 4  | 1 | 2 | 1 | 11   | 11    | 0    |
| 5.    | Kenia    | 0      | 4  | 0 | 0 | 4 | 5    | 18    | −13  |

Alles Ortszeit (MEZ +7)
- 09.9., 18:05 Uhr:  Pakistan 5:4  Kenia
- 09.9., 19:35 Uhr:  England 1:1  Kanada
- 10.9., 19:35 Uhr:  Kenia 0:4  Malaysia
- 12.9., 18:05 Uhr:  Kanada 3:3  Pakistan
- 13.9., 18:05 Uhr:  England 3:1  Kenia
- 13.9., 20:05 Uhr:  Pakistan 1:1  Malaysia
- 15.9., 18:05 Uhr:  Malaysia 2:2  England
- 15.9., 20:35 Uhr:  Kenia 0:6  Kanada
- 16.9., 20:35 Uhr:  Pakistan 2:3  England
- 17.9., 16:05 Uhr:  Kanada 1:2  Malaysia

### Halbfinale
- 19.9., 18:35 Uhr:  Australien 3:2 n. V.  England
- 19.9., 20:35 Uhr:  Malaysia 1:0 n. V.  Indien

### Spiel um Platz 3
- 20.9., 18:35 Uhr:  England 1:1 n. V., 2:4 n. 7-Meter-Schießen  Indien

### Finale
- 20.9., 20:35 Uhr:  Australien 4:0  Malaysia

### Endergebnis
| Platz | Team                |
| ----- | ------------------- |
| 1.    | Australien          |
| 2.    | Malaysia            |
| 3.    | Indien              |
| 4.    | England             |
| 5.    | Südafrika           |
| —     | Neuseeland          |
| —     | Wales               |
| —     | Trinidad und Tobago |
| —     | Kanada              |
| —     | Pakistan            |
| —     | Kenia               |

## Damen
Das Turnier dauerte vom 9. bis 20. September.

### Teilnehmer
Gruppe A
- Australien
- Indien
- Jamaika
- Malaysia
- Schottland
- Trinidad und Tobago

Gruppe B
- Kanada
- England
- Namibia
- Neuseeland
- Südafrika
- Wales

### Vorrunde

#### Gruppe A
| Platz | Team                | Punkte | Sp | S | U | N | Tore | Gtore | Diff |
| ----- | ------------------- | ------ | -- | - | - | - | ---- | ----- | ---- |
| 1.    | Australien          | 15     | 5  | 5 | 0 | 0 | 41   | 0     | +41  |
| 2.    | Indien              | 10     | 5  | 3 | 1 | 1 | 19   | 8     | +11  |
| 3.    | Schottland          | 10     | 5  | 3 | 1 | 1 | 11   | 11    | 0    |
| 4.    | Malaysia            | 6      | 5  | 2 | 0 | 3 | 11   | 21    | −10  |
| 5.    | Trinidad und Tobago | 3      | 5  | 1 | 0 | 4 | 5    | 23    | −18  |
| 6.    | Jamaika             | 0      | 5  | 0 | 0 | 5 | 2    | 26    | −24  |

Alles Ortszeit (MEZ +7)
- 09.9, 16:05 Uhr:  Australien 6:0  Schottland
- 10.9., 16:05 Uhr:  Trinidad und Tobago 1:6  Malaysia
- 10.9., 20:35 Uhr:  Indien 4:0  Jamaika
- 12.9., 16:05 Uhr:  Schottland 5:1  Jamaika
- 12.9., 19:35 Uhr:  Australien 11:0  Malaysia
- 12.9., 20:35 Uhr:  Indien 7:1  Trinidad und Tobago
- 14.9., 16:05 Uhr:  Indien 6:1  Malaysia
- 14.9., 18:05 Uhr:  Schottland 2:1  Trinidad und Tobago
- 14.9., 20:05 Uhr:  Australien 12:0  Jamaika
- 15.9., 15:35 Uhr:  Jamaika 0:2  Trinidad und Tobago
- 15.9., 20:35 Uhr:  Schottland 2:1  Malaysia
- 16.9., 16:05 Uhr:  Australien 4:0  Indien
- 17.9., 16:05 Uhr:  Australien 8:0  Trinidad und Tobago
- 17.9., 18:05 Uhr:  Jamaika 1:3  Malaysia
- 17.9., 19:35 Uhr:  Schottland 2:2  Indien

#### Gruppe B
| Platz | Team       | Punkte | Sp. | S | U | N | Tore | Gtore | Diff |
| ----- | ---------- | ------ | --- | - | - | - | ---- | ----- | ---- |
| 1.    | England    | 13     | 5   | 4 | 1 | 0 | 18   | 2     | +16  |
| 2.    | Neuseeland | 12     | 5   | 4 | 0 | 1 | 26   | 5     | +11  |
| 3.    | Südafrika  | 10     | 5   | 3 | 1 | 1 | 21   | 5     | +16  |
| 4.    | Kanada     | 4      | 5   | 1 | 1 | 3 | 7    | 9     | −2   |
| 5.    | Wales      | 4      | 5   | 1 | 1 | 3 | 6    | 17    | −11  |
| 6.    | Namibia    | 0      | 5   | 0 | 0 | 5 | 1    | 41    | −40  |

Alle Angaben in Ortszeit (MEZ +7)
- 09.9., 16:05 Uhr:  Südafrika 4:0  Wales
- 09.9., 19:35 Uhr:  Neuseeland 0:1  England
- 09.9., 20:35 Uhr:  Kanada 3:0  Namibia
- 10.9., 18:05 Uhr:  Neuseeland 15:1  Namibia
- 10.9., 19:35 Uhr:  Kanada 2:2  Wales
- 12.9.:  Südafrika 1:1  England
- 13.9., 16:05 Uhr:  England 8:0  Namibia
- 13.9., 18:05 Uhr:  Südafrika 3:0  Kanada
- 13.9., 20:05 Uhr:  Neuseeland 5:1  Wales
- 15.9., 16:05 Uhr:  England 2:1  Kanada
- 15.9., 18:05 Uhr:  Wales 3:0  Namibia
- 16.9., 15;05 Uhr:  Neuseeland 2:1  Kanada
- 16.9., 19:35 Uhr:  Südafrika 12:0  Namibia
- 16.9., 20:35 Uhr:  England 6:0  Wales
- 17.9., 20:35 Uhr:  Südafrika 1:4  Neuseeland

### Halbfinale
- 19.9., 15:05 Uhr:  Australien 7:3  Neuseeland
- 19.9., 16:45 Uhr:  England 2:0  Indien

### Spiel um Platz 3
- 20.9., 15:05 Uhr:  Indien 0:3  Neuseeland

### Finale
- 20.9., 16:45 Uhr:  Australien 8:1  England

### Endergebnis
| Platz | Team                |
| ----- | ------------------- |
| 1.    | Australien          |
| 2.    | England             |
| 3.    | Neuseeland          |
| 4.    | Indien              |
| 5.    | Schottland          |
| —     | Malaysia            |
| —     | Trinidad und Tobago |
| —     | Jamaika             |
| —     | Südafrika           |
| —     | Kanada              |
| —     | Wales               |
| —     | Namibia             |